# Mystic (Québec)
Mystic est un village, ou hameau, compris dans le territoire de la  municipalité de Saint-Ignace-de-Stanbridge, dans Brome-Missisquoi au Québec (Canada). 
Fondé par des immigrants des États-Unis à la toute fin du xviiie siècle, le village connaît un essor économique sous l'impulsion de l'entrepreneur Alexander Solomon Walbridge. 

## Toponymie
Le village est connu sous plusieurs appellations au courant de son histoire.  Il est d'abord désigné Clapperton ou Clapper Settlement, en référence à une famille de loyalistes qui s'y installent dans les années 1790. Plus tard, on désigne l'endroit sous le nom de Walbridge's, en référence à un propriétaire terrien. Vers 1830, l'endroit est connu sous le nom de Stanbridge Centre, en raison de sa position médiane dans le canton Stanbridge. 
Le nom Mystic est choisi en 1863 par le ministre des Postes après consultation de la population locale,. Il pourrait faire référence à la superstition renommée des Clapper, les premiers habitants du lieu, qui croyaient aux sorcières et aux fantômes. Une autre hypothèse issue de la tradition orale veut que le nom fasse référence à Mystic (Connecticut), qui doit son nom à la rivière Mystic, dont le nom en pequot signifie « Grande Rivière ». Enfin, un résident rapporte que lors de la consultation de 1863, une personne aurait mentionné « It's mystic, I can't find a name! » (« C'est mystérieux, je n'ai pas trouvé de nom! »).

## Géographie
Le village est situé près du centre géographique du canton Stanbridge, au sud-est du village de Saint-Ignace-de-Stanbridge. Il est localisé à 3 km au nord de la ville de Bedford et à une quinzaine de kilomètres au nord de la frontière avec le Vermont.
Il est traversé par le ruisseau Walbridge ou Norton's, qui draine les environs vers la rivière aux Brochets.

## Histoire
Les premiers habitants permanents de Mystic sont vraisemblablement des « loyalistes tardifs », repoussés des États-Unis par l'adhésion du Vermont à l'union et attirés au Bas-Canada par sa relative stabilité politique et ses opportunités économiques.
Les familles d'Adam Clapper père, Adam Clapper fils et Henry Clapper s'établissent dans les environs dans les années 1790,. En 1801, ils font partie des quarante associés de Hugh Finlay qui demandent la proclamation du canton Stanbridge afin de régulariser leur situation de squatteurs,. 
Les familles Boomhower, Stolliker et Bockus sont aussi parmi les premières familles à s'établir à Mystic. Peter Bockus construit en 1812 le premier édifice à charpente, et Edwar Dyer de même que John Norton construisent le premier moulin à scie en 1819. Des familles originaires d'Hollande et d'Albany se joignent à eux, ainsi qu'une famille originaire de Fairfield (Vermont).
Solomon Walbridge, originaire de Cambridge (Vermont), achète la scierie et s'établit à Mystic en 1821 ou 1822 avec sa femme et ses deux filles. La famille Walbridge s'installe jusqu'en 1843 dans une résidence que Solomon fait construire, connue sous le nom de « Walbridge's Hotel ». Son fils, Alexander Solomon Walbridge, inventeur et industriel, naît dans cette résidence en 1828.

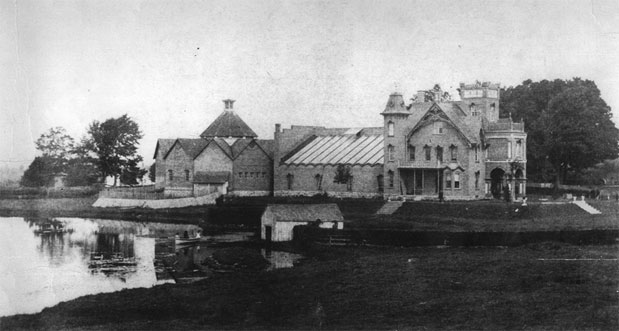
Le manoir Lakelet Hall et la grange dodécagonale

Une école et des chemins publics sont construits vers 1825. L'école sert un temps de mitaine méthodiste; la branche du culte protestant est étroitement liée avec l'implantation de loyalistes au Bas-Canada. Une église méthodiste est d'ailleurs érigée en 1882 alors que le village connaît un boom économique du en partie à l'« ingenuity and industriousness » (« la nature ingénieuse et entreprenante ») d'Alexander Solomon Walbridge. De retour des États-Unis, où il a œuvré en ingénierie industrielle, il fonde en 1864 la Walbridge Iron Works, qui fabrique des outils et appareils agricoles, domestiques et industriels. En plus de relier le village au réseau ferroviaire, il fait construire une fonderie en 1879, une église anglicane en 1881, une grange dodécagonale en 1882, une école de deux étages en 1886 et un manoir baptisé Lakelet Hall l'année suivante.
Vers les années 1940, à l'ère de l'automobile, le village décline au profit de la ville de Bedford, située tout juste au sud, où se consolident les institutions et les services.